# Шочитекатль
Шочитекатль (науатль Xochitecatl (від xōchitl (квітка) і tecatl (людина), тобто, людина квітів або родовід квітів) — доколумбове городище в мексиканському штаті Тлашкала, за 18 км на північний захід від міста Тласкала-де-Хікотенкатль. Більшість споруд відносяться до середньокласичного періоду (1000—400 рр. до н. е.), однак місто продовжувало бути заселеним, з однією великою перервою, до пізньокласичного періоду, коли його покинули, хоча є сліди ритуальної діяльності посткласичного і навіть колоніального періодів. Руїни покривають територію 12 га на вершині вулканічного купола.
На відміну від інших сучасних йому міст, Шочитекатль був, напевно, чисто церемоніальним центром для населення, яке проживало в навколишніх селах, а не в міській забудові.
Шочитекатль розташований за 1 км на захід від сучасного йому городища класичного періоду Какаштла, відомого настінними розписами в стилі майя, за 500 м на північ від сучасного міста Шочитекатитли і на такій самій відстані на південний схід від міста Атойятенка.